# De Regent
De Regent is een woontoren van 96 meter hoog, voltooid in 1999 in het centrum van Eindhoven. De Regent was als het ware de pionier voor Eindhovense hoogbouw. Hiervoor was het gebouw van Philips Nederland met 66 meter liefst 35 jaar lang het hoogste gebouw van de stad. Kort na de voltooiing van De Regent verrezen meer torens in zowel het centrum van Eindhoven als in de buitenwijken.

## Interessante feiten
- Verdieping 34 is tot op heden nog steeds het hoogste nummer dat in Eindhoven te vinden is, ondanks dat er na de voltooiing nog drie torens zijn gebouwd die hoger zijn dan De Regent.
- Als we ook kerktorens meerekenen in hoogbouwlijsten (iets wat normaliter niet gebeurt) was het zelfs voor het eerst sinds 88 jaar dat een hoogterecord gebroken werd: de Sint-Joriskerk van 90 meter werd in 1911 voltooid. Toentertijd troefde deze kerk de Sint-Catharinakerk uit 1867 af.

### Liftinstallatie
- In de Regent bevindt zich een liftinstallatie met het meeste aantal stopplaatsen van Eindhoven. Deze installatie is in 1999 geïnstalleerd door Otis, en heeft een snelheid van 2,5 m/s. Het duurt minder dan 40 seconden om van de onderste stopplaats naar de hoogste verdieping, het penthouse, te gaan.

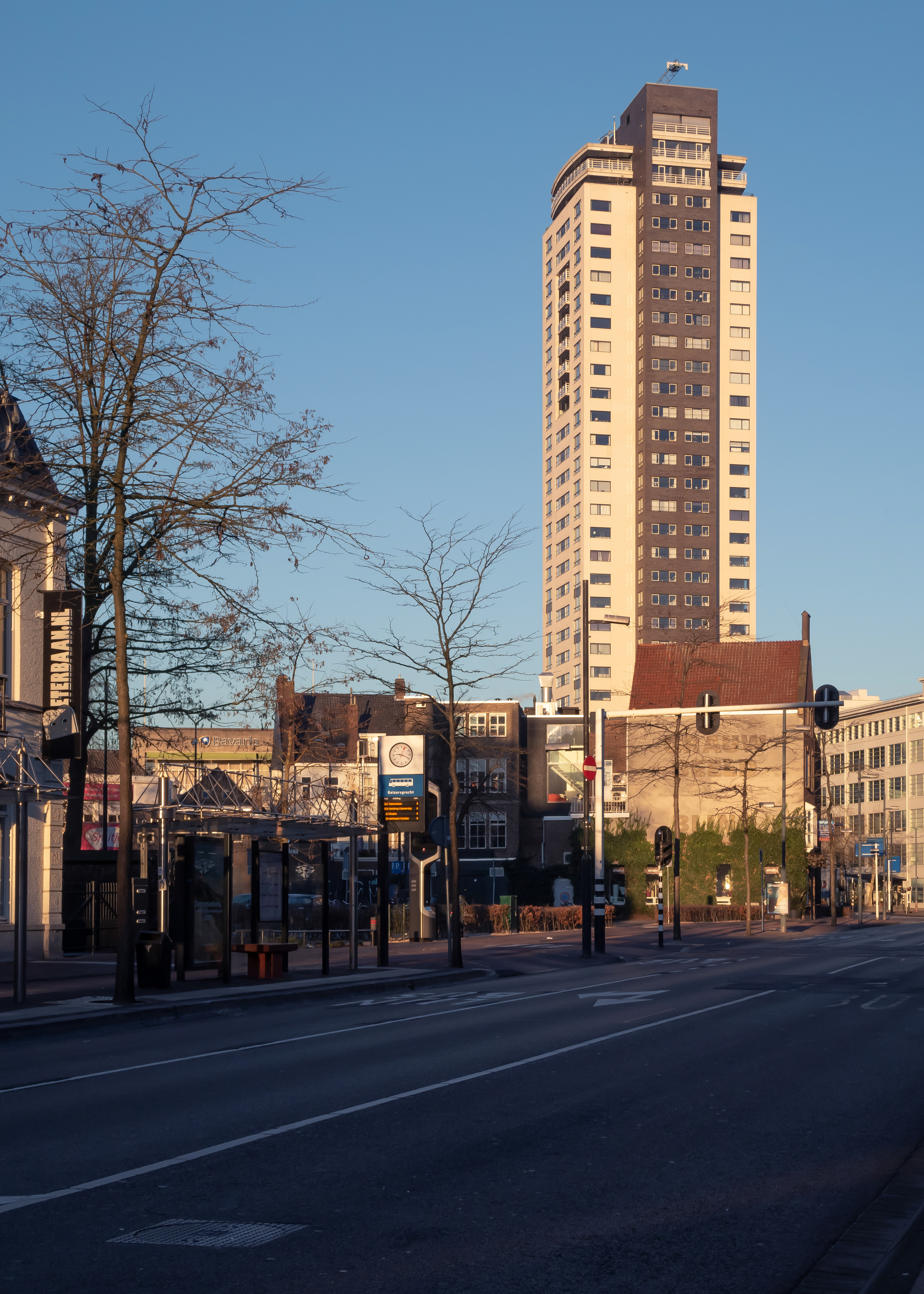
De Regent vanaf de Keizersgracht
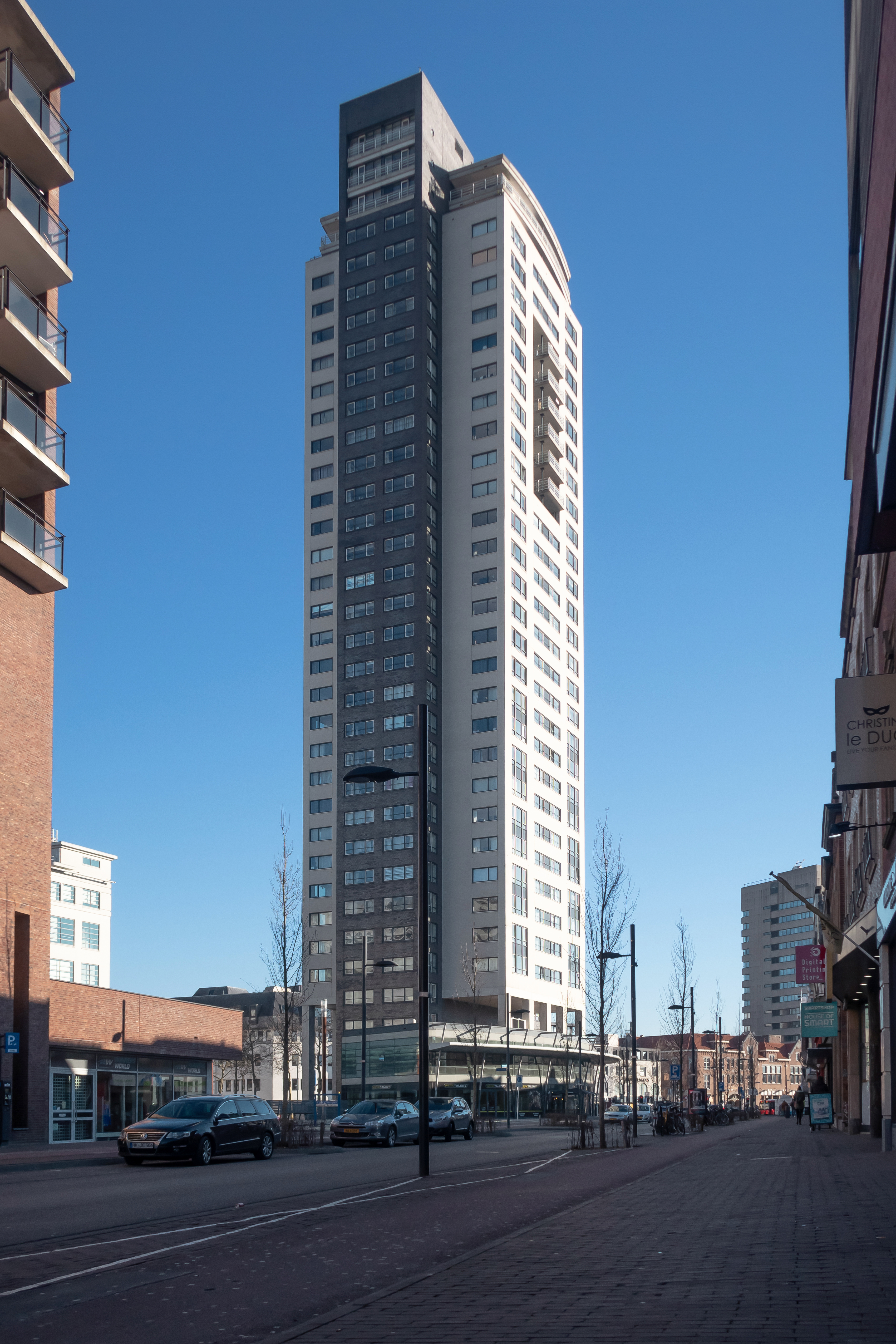
De Regent vanaf de Willemstraat